# Ceracini
Los ceracinos (Ceracini) son una tribu de lepidópteros ditrisios de la familia Tortricidae.

## Géneros
- Bathypluta
- Cerace
- Eurydoxa
- Pentacitrotus[1]